# Plattform-Unternehmen
Ein Plattform-Unternehmen bietet eine digitale Basis für Leistungen verschiedener Individuen oder Organisationen auf Basis eines einheitlichen Standards um einen zentralen Kern im Gegensatz zu einer Wertschöpfungskette eines konventionellen Unternehmens. Wichtige Merkmale eines Plattform-Unternehmens sind Netzwerkeffekte und eine hohe Digitalisierung für die Nutzung von Daten zur Erhöhung der Produktivität gegenüber konventionellen Unternehmen. Eine schnelle Skalierung um einen Kern herum ist Teil des Geschäftsmodells. Die größten bzw. umfassendsten der weltweiten Plattform-Unternehmen werden auch als Big Tech bezeichnet.
Im Jahr 2016 existierten nach einer Untersuchung des Center for Global Enterprise 176 Plattform-Unternehmen mit einem Marktwert von über einer Milliarde US-Dollar. Sie bilden einen neuen Typus des Kapitalismus, man spricht vom Digitalen Kapitalismus oder Plattformkapitalismus.

## Typen
Grundsätzlich werden Plattformen nach ihrer Funktionsweise gegliedert, nicht nach ihrer scheinbaren Branche. Demnach existieren vier große Plattformmodelle: Transaktion, Innovation, Integration und Investition. Weitere Plattformmodelle existieren, lassen sich jedoch meist einem oder mehreren aufgeführten Modellen zuordnen. Siehe dazu auch Blockchain.

### Transaktion
Auch bekannt als two-sided (zweiseitiger), multisided (mehrseitiger) oder matchmaking (Vermittlungs) Markt stellt die einfachste und bekannteste Art der Plattform da. Hierbei bietet das Unternehmen eine Technologie oder Dienstleistung als Produkt an, um zwei (two-sided) oder mehrere (multisided) Parteien einfach miteinander zu verbinden. Dabei kann es um den Austausch von Waren, Dienstleistungen und jeder anderen Art von Information oder Dingen gehen. Die Plattformen selbst sind typischerweise nicht selbst Anbieter, sondern fungieren als reiner Vermittler. Bekannte Beispiele sind hier YouTube, Fiverr oder Kleinanzeigen.

### Innovation
Innovationsplattformen dienen als Grundlage für Unternehmen und Individuen, um neue Produkte, Dienstleistungen oder Wissen zu entwickeln. Dabei sind die beteiligten Parteien meist nicht fix miteinander verbunden, sondern lose in diesem Innovationsökosystem. Die Innovationsplattform stellt dabei die Grundlagen der Entwicklung da und hilft durch gesammeltes Wissen und den gewünschten Austausch darüber. Gleichsam wird so verhindert, dass durch zu viele gleiche Ansätze in verschiedenen Ausprägungen kein wirklicher Fortschritt erzeugt wird. Hier lassen sich technische Entwicklung und Ideenaustausch als größte Bereiche definieren. Bekannte Beispiele sind Linux und GitHub.

### Integration
Hierbei werden die beiden erstgenannten Modelle miteinander verbunden. So bringt sich der Plattformbetreiber nicht nur im Hintergrund durch Regeln und Prüfung ein, sondern beteiligt sich aktiv an den Inhalten, während weitere Parteien animiert werden, eigene Beiträge zu erstellen und zu verbessern oder eigene Produkte und Dienstleistungen anzubieten. Dabei müssen diese mit den eigenen Angeboten des Plattformbetreibers konkurrieren. Dieser Umstand kann zu einer für den Nutzer nicht immer klar erkennbaren Benachteiligung der externen Anbieter führen. Diese Art der Plattform ist meist eine Weiterentwicklung einer bereits bestehenden Plattform, siehe dazu die Historie von Amazon. Bekannte Beispiele hier sind Amazon und Zalando.

### Investition
Investitionsplattformen treten meist als Muttergesellschaft von Plattformen auf und halten Anteile an oder ganze Plattformen. Sie ermöglichen so die Entwicklung von weiteren Plattformen oder aber nutzen die ähnlichen Grundstrukturen von Plattformen, um die laufenden Kosten zu senken und so die Margen der einzelnen Plattformen zu erhöhen. So hält die Tinder-Muttergesellschaft Match Group noch Anteile an 24 weiteren Dating-Apps. Ähnliches gilt für die Google- und YouTube-Mutter Alphabet Inc. oder Meta Platforms, die Muttergesellschaft unter anderem von Facebook und WhatsApp. Hier lässt sich erkennen, dass Plattformen bereits weit in der Entwicklung vorangeschritten sind. Derartige Strukturen sind in der Wirtschaftswelt in weiten Teilen vertreten. Zum Beispiel die Volkswagen AG in der Automobilbranche oder Nestlé im Konsumgüterbereich.

## Plattformarbeit
Bei der Plattformarbeit werden Angebot an und Nachfrage nach bezahlter Arbeit über eine Online-Plattform i.d. R. unter Nutzung von Groupware zusammengebracht. Die Arbeit ist sehr heterogen, was Umfang der Aufgaben, Art und Format der Dienstleistung, erforderliche Qualifikationen und Form des Matchings zwischen Arbeitskraft und Kunde betrifft.

### Verbreitung
12,3 % der erwerbsfähigen Personen in Deutschland haben schon einmal Plattformarbeit ausgeübt. Für die überwiegende Mehrheit bietet diese Tätigkeit einen Nebenverdienst, nur für 1,5 % stellt sie die Hauptbeschäftigung dar.
In der EU arbeiten mehr als 30 Millionen Menschen für „Plattformfirmen“, davon nach Einschätzung der EU-Kommission rund 5,5 Millionen als Scheinselbständige.

### Einfluss auf Gleichstellung
Im 2021 veröffentlichten Dritten Gleichstellungsbericht der Bundesregierung wird festgestellt, dass eine beruflich selbständige Tätigkeit auf einer Plattform häufig in Kombination mit einer geringfügigen Beschäftigung ausgeübt wird. Das treffe vor allem auf Frauen zu. Es komme so zu Lücken in der Sozialversicherung, etwa bezogen auf die gesetzliche Rente und den Mutterschutz.
Der Bericht zitiert eine Studie von Fairwork Deutschland von 2020, der zufolge ein Drittel der auf Plattformen Beschäftigten Migrationserfahrung oder -geschichte haben. Diese Art der Arbeit werde durch Migranten, die keinen Zugang zum regulären Arbeitsmarkt haben, als Alternative wahrgenommen.
Im Gleichstellungsbericht plädiert die Sachverständigenkommission dafür, die Plattformarbeit „besser abzusichern und in die sozialen Sicherungssysteme einzubeziehen“. Nötig seien „Regelungen, die eine eigenständige und existenzsichernde soziale Absicherung unabhängig vom Status der Plattformarbeitenden gewährleisten“.
Die Sachverständigenkommission konstatierte außerdem fehlende Mitbestimmungsstrukturen und einen fehlenden Schutz vor algorithmischer Diskriminierung.

## Kontroversen
Plattform-Unternehmen und die von ihnen angestrebten Monopole werden teilweise gelobt, z. B. von Peter Thiel: „Competition Is for Losers. If you want to create and capture lasting value, look to build a Monopoly“.
Vielfach werden sie auch kritisiert, auch gerade die  größten von Ihnen. Professor Lutz Becker spricht von einer Marktfiktion, die die digitalen Plattformen erzeugen. Die Plattformen der Internet-Giganten seien in der Lage, durch Internalisierung bestimmter ökonomischer und gesellschaftlicher Übereinkünfte, Regeln und Prozeduren, sowie deren Unterwerfung unter die eigenen Geschäftsmodelle („take-over“), die Spielregeln von Angebot und Nachfrage, von Märkten und Branchen, von Kultur und Gesellschaft, von Arbeit und Kapital, substanziell und radikal zu verändern und damit den Markt und in der Folge Gesellschaften digital zu kolonialisieren, nämlich spätestens dann, wenn die Plattformen faktische Voraussetzung zur Teilnahme an Markt oder Gesellschaft würden.
Im Roman Der Circle und dessen Verfilmung The Circle wird ein fiktives Plattform-Unternehmen kritisiert, das glaubt, durch Totalüberwachung und komplette Abschaffung der Privatsphäre fast alle Probleme der Welt lösen zu können.

## Regulatorische Maßnahmen
Aufgrund des zentralen Leistungsversprechens von Plattform-Unternehmen, Leistungen auf eine dynamische Art produktiver anzubieten, greifen diese disruptiv in vielen Ländern etablierte Geschäftsmodelle an. Hierdurch entstehen in der Öffentlichkeit Diskussionen über die gesetzliche Rechtmäßigkeit der Leistungen von Plattform-Unternehmen, sowie Änderungen an der Regulierung (wie in den Fällen Uber und Airbnb in Berlin) oder Verbote (Uber in Hamburg).
Forschende der Humboldt-Universität zu Berlin schlugen 2023 vor, den im Koalitionsvertrag des Kabinetts Scholz vereinbarten Aufbau von Kundenbeirats-ähnlichen „Plattformräten“ zu stärken.